# Bozjidar Kraev
Bozjidar Boykov Kraev (Bulgaars: Божидар Бойков Краев) (Vratsa, 23 juni 1997) is een Bulgaars voetballer die bij voorkeur als offensieve middenvelder speelt. Hij stroomde in 2014 door vanuit de jeugd van Levski Sofia.

## Clubcarrière
Kraev speelde in de jeugd bij Botev Vratsa, het Spaanse FC Vilafranca, PFC Tsjavdar Etropole, opnieuw Botev Vratsa en Levski Sofia. Op 19 juli 2014 debuteerde hij in de Bulgaarse competitie tegen Lokomotiv Plovdiv. Op 27 februari 2014 maakte Kraev zijn eerste competitietreffer tegen PFC Haskovo. In zijn eerste seizoen maakte hij zes doelpunten in negentien competitieduels.

## Interlandcarrière
Kraev kwam reeds uit voor diverse Bulgaarse nationale jeugdreeksen. In 2016 debuteerde hij in Bulgarije –21